# Teloché
Teloché é uma comuna francesa na região administrativa do País do Loire, no departamento de Sarthe. Estende-se por uma área de 22.79 km². Em 2010 a comuna tinha 3 117 habitantes (densidade: 136,8 hab./km²).